# فتحي الجراي
فتحي الجراي  هو أستاذ علم نفس ولد يوم  15 أوت 1963 ببنقردان تونس و هو وزير التربية  التونسية في بحكومة مهدي جمعة منذ جانفي 2014.

## المسار المهني
تقلد العديد من المناصب في الدولة التونسية و كندا نذكر منها: 
- 2011-2014: أستاذ مساعد للتعليم العالي بالمعهد الوطني للشغل والدّراسات الاجتماعيّة (جامعة قرطاج)
- 2004-2010: مدير قسم الدّراسات الاجتماعيّة  بالمعهد الوطني للشغل والدّراسات الاجتماعيّة (جامعة قرطاج)
- 1993-2010: مساعد  للتعليم العالي بالمعهد الوطني للشغل والدّراسات الاجتماعيّة (جامعة قرطاج)
- 1991-1992: خبير استشاري يمركز البحث النشيط حول العلاقات العرقيّة بمونتريال (الكيباك – كندا)
- 1990: مساعد تدريس بمدرسة الخدمة الاجتماعيّة (جامعة مونكتون - كندا)

## التكوين الأكاديمي
- 2010: الدّكتورا في علم الاجتماع
- 1992: الماجستير في الخدمة الاجتماعيّة
- 1990: ديبلوم الدّراسات العليا المتخصّصة في الإدارة الاجتماعيّة
- 1990: شهادة الكفاءة في البحث في علم النفس التربوي
- 1987: الأستاذيّة في علم النفس